# سیواجی
سیواجی (انگلیسی: Sivaji) شرکت فیلم‌سازی هندی است، که در سال ۱۹۵۶ تأسیس شد.